# Стамболово (област Хасково)
Вижте пояснителната страница за други значения на Стамболово.
Стамболово е село в Южна България. То е административен център на община Стамболово, област Хасково.

## География
Намира се в Родопския масив в близост до Тракийската низина. Намира се в североизточната част на Източните Родопи и отстои на 22 км от областния център Хасково. Селото има благоприятно географско разположение.

## Религии
Населението на с. Стамболово се състои от българи, етнически турци, роми, арменци. Въпреки своите религиозни различия, хората живеят в мир и разбирателство и празниците – християнските и мюсюлмански, се празнуват от цялата общност. В центъра на селото се намира църквата „Св. св. Петър и Павел“

## Обществени институции
Общинска администрация, Център за информация и услуги на гражданите. В общината има 6 училища, 10 детски градини, 10 читалища, стадион, медицински център, една банка, интернет клубове и др.
В селото функционира Народно читалище „Христо Ботев 1926“, основано през 1926 г. от местни ентусиасти. Към читалището съществува библиотека с 8750 тома литература. През 2011 г., след спечелен проект към „Глобални библиотеки – България“, е създаден интернет център, в който потребителите получават лесен и безплатен достъп до информация.
В центъра на селото, до църквата „Св. св. Петър и Павел“, е положена паметна плоча на основаното на това място първо светско училище в селото през 1851 година.
- Табелата на входа на селото
- Църквата „Св. св. Петър и Павел“
- Паметникът на първото светско училище от 1851 г.
- Часовниковата кула и градинката в центъра

## Култура
В периода 1985-1998 година (и еднократно през 2014 година) в селото се провежда най-значимият фестивал на сватбарската музика - Надсвирването в Стамболово.
Селото има собствен отбор в Югоизточната В АФГ „Стамболово 2007“. Има стадион с 200 седящи места и с размери 90х50, който предстои да бъде ремонтиран основно, с цел приспособяване към изискванията на БФС за първенството на В група.